# 田子明弘
田子 明弘（たご あきひろ）は、日本の脚本家。群馬県前橋市出身。富良野塾3期生。
主にテレビドラマの脚本を書いている。下記の作品のほかに2時間ドラマなどの脚本を多く書いている。

## 作品

### テレビドラマ
- STATION（1995年）
- 金田一少年の事件簿（1996年）
- 銀狼怪奇ファイル（1996年）
- サイコメトラーEIJI（1997年、1999年）
- はみだし刑事情熱系　第三シリーズ　（1998年～1999年）
- 新・俺たちの旅（1999年）
- 催眠（2000年）
- 優しい時間（2005年）
- 刑事部屋（2005年）
- PS羅生門（2006年）
- 特命!刑事どん亀（2006年）
- 7人の女弁護士（2006年）
- さくら署の女たち（2007年）
- 松本清張生誕100年特別企画・黒の奔流（2009年）
- 松本清張没後20年特別企画 事故〜黒い画集〜（2012年）
- 刑事吉永誠一　涙の事件簿（2013年）
- 新・刑事吉永誠一（2014年）

### アニメ
- ゴルゴ13 Queen Bee（1998年）

### 映画
- 金田一少年の事件簿 上海魚人伝説